# Diguetia signata
Diguetia signata är en spindelart som beskrevs av Willis J. Gertsch 1958. Diguetia signata ingår i släktet Diguetia och familjen Diguetidae. Inga underarter finns listade i Catalogue of Life.